# Sinfonia n. 2 (Elgar)
La Sinfonia n. 2 in mi bemolle maggiore, Op. 63, è un'opera scritta nel 1911 dal compositore inglese Edward Elgar.

## Storia
Elgar completò il lavoro il 28 febbraio 1911 e fu presentato per la prima volta al London Musical Festival nella Queen's Hall dalla Queen's Hall Orchestra il 24 maggio 1911, sotto la direzione del compositore. L'opera, che Elgar chiamava "il pellegrinaggio appassionato dell'anima", fu la sua ultima sinfonia compiuta; la composizione della sua Sinfonia n. 3, iniziato nel 1933, fu interrotto dalla sua morte nel 1934.
La dedica recita:
La natura più personale di questo lavoro, tuttavia, è chiara in una lettera all'amica e stretta corrispondente Alice Stuart-Wortley, in cui Elgar afferma:

## Composizione ed influenze
Queste osservazioni, raccontate dall'amico di Elgar Charles Sanford Terry, hanno fatto luce sul processo creativo di Elgar. Alcuni schizzi della Sinfonia n. 2 risalgono al 1903: una lettera dell'ottobre di quell'anno che indicava l'idea di una sinfonia in mi bemolle maggiore da dedicare al suo amico il direttore Hans Richter. La sinfonia fu messa da parte durante la composizione di In the South, la Sinfonia n. 1 e il concerto per violino. Idee scartate di quest'ultimo lavoro e schizzi precedenti si unirono al materiale che Elgar iniziò a sviluppare alla fine del 1910 per completare il pezzo.
Il materiale tematico della sinfonia, come gran parte del lavoro di Elgar, è costituito da brevi motivi strettamente correlati che sviluppa attraverso la ripetizione, tecniche sequenziali e sottili riferimenti incrociati. Armonicamente il pezzo spesso rasenta l'ambiguità tonale, con il compositore che impiega accorgimenti musicali come il cromatismo e, nel terzo movimento, una scala di toni interi per aumentare la sensazione di incertezza tonale. Elgar tende anche a enfatizzare una dicotomia tonica-sottodominante piuttosto che la più tipica dominante; esempi di questo comprendono il secondo tema in fa maggiore del Larghetto in do minore e il la bemolle maggiore che inizia alla ricapitolazione del primo movimento. La ripetizione di un ritmo simile costituisce una parte essenziale della spina dorsale strutturale del pezzo, molto alla maniera di Brahms.
Varie allusioni musicali grandi e piccole, sia ovvie che implicite, si possono trovare in tutto il lavoro. Robert Meikle richiama l'attenzione sul trattamento Mahleriano del materiale nell'ultimo movimento, così come le somiglianze con Ein deutsches Requiem di Brahms. Meikle nota anche le somiglianze con alcuni aspetti della Sinfonia n. 3, in particolare il ritorno ciclico del materiale tematico e la trama sommessa che conclude entrambe le opere. Il motivo dei primi violini alla prova 1 del primo movimento, riapparendo sia nel rondò che nel finale, ricorda sia il cosiddetto tema "Judgment" di Elgar ne Il sogno di Geronte che il Dies irae. Alla conclusione dell'opera appare un accordo invertito e Allen Gimbel illustra molti possibili collegamenti tra questa sinfonia e I maestri cantori di Norimberga di Wagner, un'opera che Elgar ammirava profondamente. In particolare, Gimbel sottolinea la somiglianza del motivo nelle ultime tre battute della m. 2 del primo movimento e l'"Abgesang" di Prize Song di Walther da I maestri cantori, collegando così le prove dell'eroe dell'opera al desiderio di Elgar di affermare la sua indipendenza come artista.

## Strumentazione
La sinfonia è orchestrata per 3 flauti (1 raddoppiato dall'ottavino), 2 oboi, corno inglese, 2 clarinetti in si bemolle, clarinetto in mi bemolle, clarinetto basso, 2 fagotti, controfagotto, 4 corni, 3 trombe, 3 tromboni, tuba, timpani, rullante, grancassa, tamburello, piatti, 2 arpe ed archi.

## Analisi musicale

### Primo movimento
Allegro vivace e nobilmente
Il primo movimento è il più lungo dei quattro, con una durata di circa 17 minuti. L'apertura contiene ampi intervalli negli archi e nei legni più alti con salti verso l'alto, permettendo così ad Elgar di creare molta espressione e passione. Elgar stesso descrisse questo movimento come "tremendo come energia".
Si apre con quello che è noto come il tema "Spirit of Delight" in mi bemolle maggiore, che riappare più volte nel corso del movimento. Dopo otto battute viene introdotto un tema a due battute, seguito da altri due temi a due battute. Un piccolo passaggio ponte ci conduce al secondo tema, una melodia malinconica suonata dagli archi. Elgar insisteva affinché il primo ingresso di questo nuovo tema fosse suonato religiosamente pianissimo senza sacrificare l'espressione prescritta. Questo tema è formato dalla ripetizione di un tema a due battute attraverso una sequenza che va dal pianissimo al fortissimo. Questo quindi lascia il posto a un tema lento e morbido per il violoncello al numero di chiamata 11, caratterizzato da una forma simile a una canzone. In questa sezione le viole suonano una sottile figura di accompagnamento composta da una nota da un quarto che si sposta su di diatonica e cromaticamente all'ottava nota. Questa figura sembra non importante; in seguito però diventa una parte importante dell'episodio eroico al numero di chiamata 20, intervallato da una tromba che esplode trionfalmente. La manipolazione di questi brevi motivi serve ad Elgar come base per la composizione di questo movimento. La brevità di questo materiale tematico non lascia esausto l'ascoltatore, dal momento che Elgar li unisce mettendo in relazione ciascuno di essi, dando luogo a uno sviluppo lungo e fluido al numero di chiamata 24.
La melodia di apertura dello sviluppo è composta da inquietanti scale diatoniche e cromatiche ed è piuttosto ambigua, culminando nella comparsa di quello che Elgar ha chiamato il motivo "fantasma" nei violini al numero di chiamata 28. Una melodia più chiara e più radicata appare poi nei violoncelli, comandando questa sezione fino alla trasformazione in quello che sembra essere un super sviluppo. Elgar ispessisce rapidamente la partitura e la riempie di accenti di punteggiatura e sei battute di salti verso il basso sul tema principale, iniziando così il passaggio al tema principale. Questa sezione ponte contiene una pausa dopo la prima battuta del numero di chiamata 42 che offre al pubblico la possibilità di riprendere fiato prima di immergersi nella ricapitolazione, che segue il profilo standard. Segue una sezione di coda al numero di chiamata 61, che introduce una breve e calma sezione prima di sradicare la musica con una marea di eccitazione e chiudersi con un finale virtuosico.

### Secondo movimento
Larghetto
Il secondo movimento della Sinfonia è una marcia funebre Larghetto in do minore. È diventato popolare credere che questo movimento sia un'elegia per Edoardo VII, dopo la cui morte fu scritto. Molti, tra cui Michael Kennedy, hanno la convinzione che sia anche un'espressione più personale del dolore di Elgar, poiché aveva perso gli amici intimi August Johannes Jaeger e Alfred Edward Rodewald nel periodo in cui stava lavorando alla sinfonia.
Il movimento è nella forma sonata senza sviluppo ed è caratterizzato dalla sua manipolazione delle aspettative modali. Si apre con un'introduzione di sette battute in do minore di morbidi accordi negli archi, raggruppati in uno schema di 3+3+1 battute, che contrasta con il chiaro raggruppamento 4+4 della marcia funebre del tema principale. Il ritmo di marcia del movimento è suggerito a partire dalla battuta 8 da una serie di accordi ritmici sulle battute due e quattro, che pulsano nell'accompagnamento degli archi e dei tamburi sotto la melodia grave dei fiati e degli ottoni. Un inaspettato sgorgare di emozione si sente poco prima che la sezione della marcia si chiuda al numero di chiamata 70, seguito da un passaggio transitorio con un motivo "sospiro" (numero 70) nei fiati. Questa transizione si modula al secondo tema in fa minore che si apre con un episodio di archi lirico ma sommesso al numero 71. Quindi, come se Elgar avesse perso il suo senso di moderazione, sentiamo un accumulo di dinamica, un aumento del tempo e una scrittura più fantasiosa porta a un trionfale culmine in fa maggiore negli ottoni, contrassegnato con "Nobilmente e semplice" (numero 76). La figura del "sospiro" viene di nuovo ascoltata nell'area tematica di chiusura al numero 78, come per ricordare il dolore precedente, fondendosi lentamente nella ricapitolazione del tema della marcia in do minore al numero 79.
Il tema principale si ascolta ora contro un nuovo controsoggetto nell'oboe, simile a un lamento solitario del quale Elgar, nel dirigere, disse:
Il secondo tema lirico negli archi segue immediatamente al numero 81 senza transizione, questa volta in mi bemolle maggiore, la chiave di tema "Spirit of Delight". Tutto segue secondo la convenzione della forma sonata fino alla coda (tre battute dopo il numero 88), un accordo di V esteso che si risolve in un ritorno caldo e triste al do minore al numero 89. Un'allusione all'introduzione viene quindi interrotta da un crescendo inatteso nel tromboni e negli archi, messi a tacere rapidamente mentre il movimento termina con un decrescendo ppp.

### Terzo movimento
Rondo
Il terzo movimento è il più corto dei quattro, durando dagli 8 ai 9 minuti. Etichettato da Elgar come rondò, non aderisce affatto al tipico archetipo del rondò; Robert Meikle ha analizzato con successo la struttura del movimento secondo diverse differenti forme: due differenti rondò (il primo ABACABA, il secondo ABACADABACA), uno scherzo e trio e una forma-sonata.

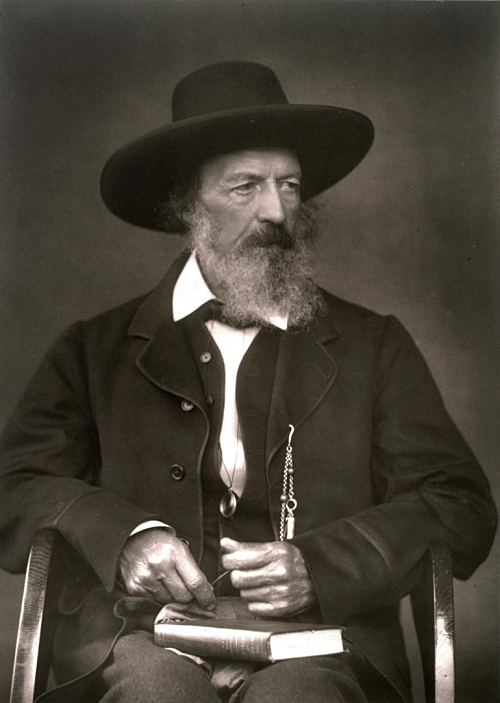
Alfred, Lord Tennyson

Il tema di apertura in do maggiore deriva da un motivo sentito inizialmente nel primo movimento (al numero 1). Caratterizzato da un ritmo ricorrente tra sedicesime e ottave e un carattere vivace, viene scambiato tra archi e fiati in veloci unità successive, mantenendo un senso di agitazione ritmica attraverso schemi di accompagnamento insoliti ed emiolie. Un secondo ampio tema in do minore inizia al numero di chiamata 93, simile per profilo e ritmo al primo motivo del movimento sopra menzionato. Contrassegnato fortissimo e sonoramente negli archi è occasionalmente integrato dai fiati e dai corni e punteggiato da accentuati ritmi sincopati negli ottoni e nei timpani. Questo tema viene poi ripetuto piano dai primi violini con assoli di fiati che si intersecano. Il materiale di apertura ritorna in frammenti, correndo attraverso una serie di sequenze armoniche e costruendo l'ingresso del terzo tema al numero 100, che mantiene gli aspetti ampi della sezione in do minore con l'aggiunta della forza ritmica dell'apertura. Questo è seguito da un ritorno al materiale tematico di apertura con grande sentimento.
Un tema pastorale appare al numero 106 nei fiati, che oscilla tra un motivo negli archi correlato al tema in do minore quello di apertura. In questa sezione i timpani anticipano in modo sottile l'imminente conflitto con uno schema ripetuto di ottave suonato dolcemente in sottofondo. Questa azione inizia ad intensificarsi al numero 118, con il ritorno del motivo "fantasma" dal primo movimento e il martellamento di ottave nei timpani, ottoni, fiati alti e tamburello. È un momento sorprendente, uno scoppio violento in mezzo alla relativa serenità; Elgar affermò che rappresentava "la follia che assiste all'eccesso o all'abuso della passione" e lo legò a una sezione di un poema di Tennyson relativo all'esperienza di un cadavere nella sua tomba ("... gli zoccoli dei cavalli battono, battono dentro il mio cuoio capelluto e il mio cervello ... "). L'episodio sembra passare inosservato, svanendo prima della ricapitolazione del materiale precedente, concludendo con una trionfale cadenza in do maggiore.

### Quarto movimento
Moderato e maestoso
Il quarto movimento della sinfonia, contrassegnato Moderato e maestoso, ha una limpida forma-sonata. L'esposizione si apre con un tema primario in mi bemolle maggiore; ogni battuta ha lo stesso schema ritmico e l'ultimo suono di ogni battuta termina con un salto in basso di una quinta giusta. Un tema di transizione aggressivo al numero 139 conduce, attraverso sequenze, a un culmine grandioso (quattro battute prima del numero 142), seguito da un nuovo tema nella dominante (si bemolle maggiore) al 142, contrassegnato Nobilmente come la sezione culminante del secondo movimento.
In gran parte lo sviluppo, a partire dal punto 145, è un fugato basato sul tema di transizione sopra descritto. Esso modula pochissimo, concentrandosi essenzialmente su re maggiore e si minore, richiede un virtuosismo orchestrale estremo e presenta una scrittura orchestrale molto complessa. Il culmine della sezione arriva alle numero 149 quando gli ottoni e le percussioni suonano una battuta che evoca il tema principale e la tromba prende un si acuto che risuona su tutta l'orchestra. La partitura richiede un si della durata di una sola battuta, ma, in un'occasione, il trombettista Ernest Hall tenne la nota per due battute complete. Elgar ne fu così felice che da allora diventò tradizione tenere il si per le due battute.
Alla fine dello sviluppo il nuovo materiale melodico lirico porta a un ritorno al tema principale e ad una modulazione in mi bemolle maggiore. Segue quindi la ricapitolazione in modo abbastanza classico al numero 157; riprende gli stessi temi e si stabilizza fermamente in mi bemolle maggiore.
La coda al punto 167, contrassegnata come più tranquillo, ripropone il tema principale del movimento dei violoncelli e riprende il motivo "Spirit of Delight" dal primo movimento, che ora ascoltiamo nei fiati a un ritmo più lento al punto 168.
Il movimento termina pacificamente e si dice che Elgar, che aveva eseguito la prima della sua Prima Sinfonia e del suo Concerto per violino con "applausi inarrestabili", sia rimasto deluso dall'accoglienza meno generosa riservata alla Seconda Sinfonia. Ciò potrebbe essere in parte dovuto al fatto che un finale tranquillo non indusse il pubblico a uno spettacolo selvaggio di apprezzamento ma piuttosto ad uno più contemplativo e, in effetti, il Daily Mail  gli diede una calda recensione, affermando, "la sinfonia è stata accolta senza esitazione e con il più cordiale calore".

## Considerazioni extra musicali

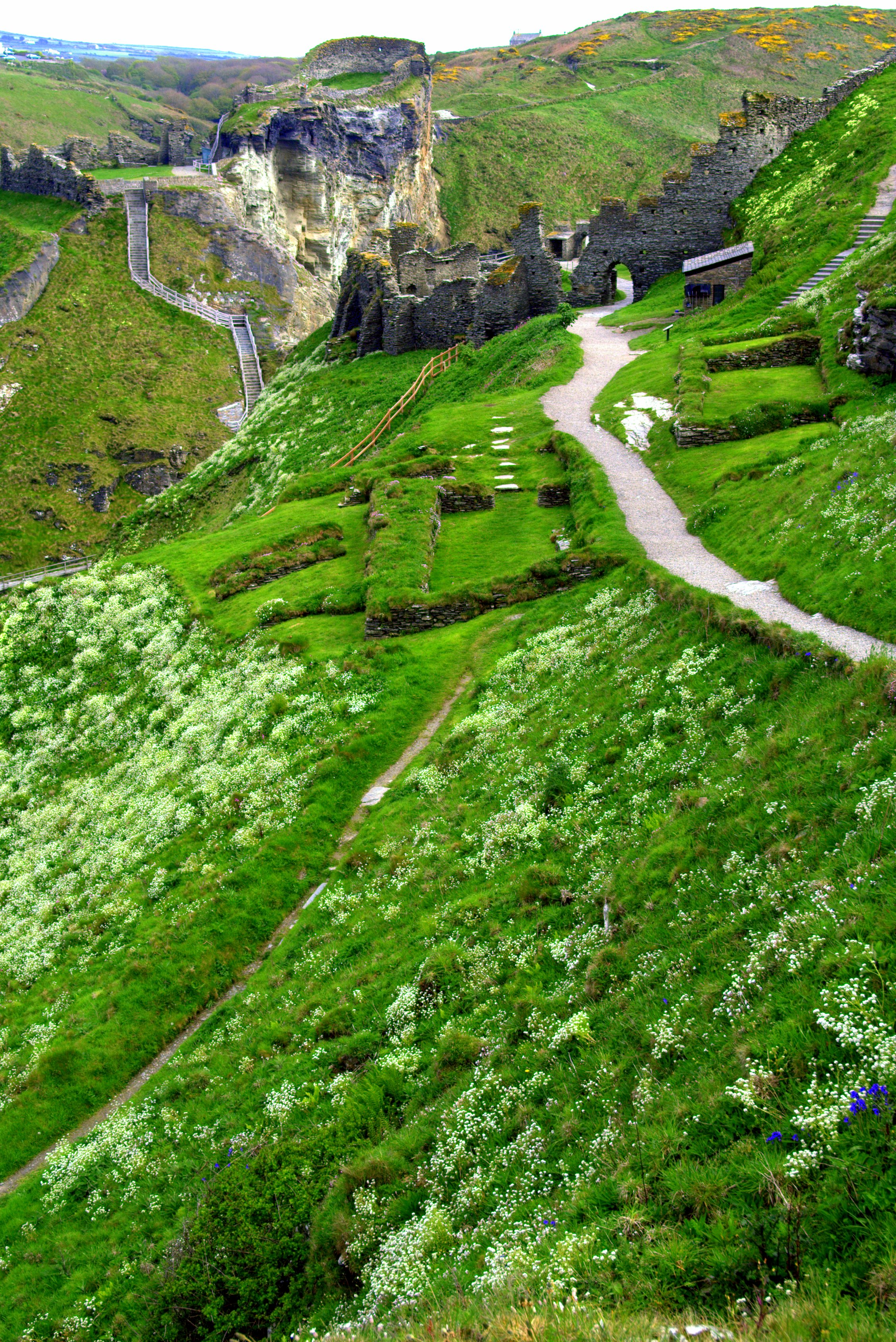
Le rovine di Tintagel, Cornwall, UK

Ci sono molte congetture su chi abbia ispirato Elgar a scrivere questa sinfonia. Fu ufficialmente dedicata a Edoardo VII, morto nel maggio del 1910, ma molti studiosi credono comunque che la sua cara amica Alice Stuart Wortley, con la quale si dice che avesse una relazione, servì come fonte di ispirazione. Altri legano l'opera al dolore di Elgar per la morte del suo caro amico Alfred E. Rodewald nel 1903, poiché poco dopo Elgar iniziò ad abbozzare il movimento Larghetto della sinfonia.
Elgar disse agli amici intimi che la sinfonia rappresentava tutto ciò che gli era accaduto dall'aprile 1909 al febbraio 1911, per le persone con cui si trovava e per i luoghi che aveva visitato. Durante questo periodo Elgar visitò Venezia dove ammirò la Basilica di San Marco e la sua piazza, che in seguito spiegò, aveva ispirato l'apertura del movimento Larghetto. Più tardi in questo periodo visitò Tintagel in Cornovaglia nel sud-ovest dell'Inghilterra, trascorrendo del tempo con Alice Stuart Wortley e suo marito Charles. La sua amicizia con Alice si rafforzò nel corso delle loro numerose passeggiate. La figlia di Alice, Clare, in seguito ricordò che una di queste passeggiate nel sole morente della sera, la bellezza lirica della campagna e della costa, aveva attirato l'interesse di Elgar. Questi eventi spiegano le parole "Venezia e Tintagel" inscritte in fondo alla partitura di Elgar.
Un'altra fonte d'ispirazione nota per il lavoro è la poesia "Song" di Percy Bysshe Shelley, una delle ultime poesie pubblicate prima della sua morte nel 1822:
Rarely, rarely, comest thou, Spirit of Delight!

Wherefore hast thou left me now

Many a day and night?

Many a weary night and day

'Tis since thou art fled away.

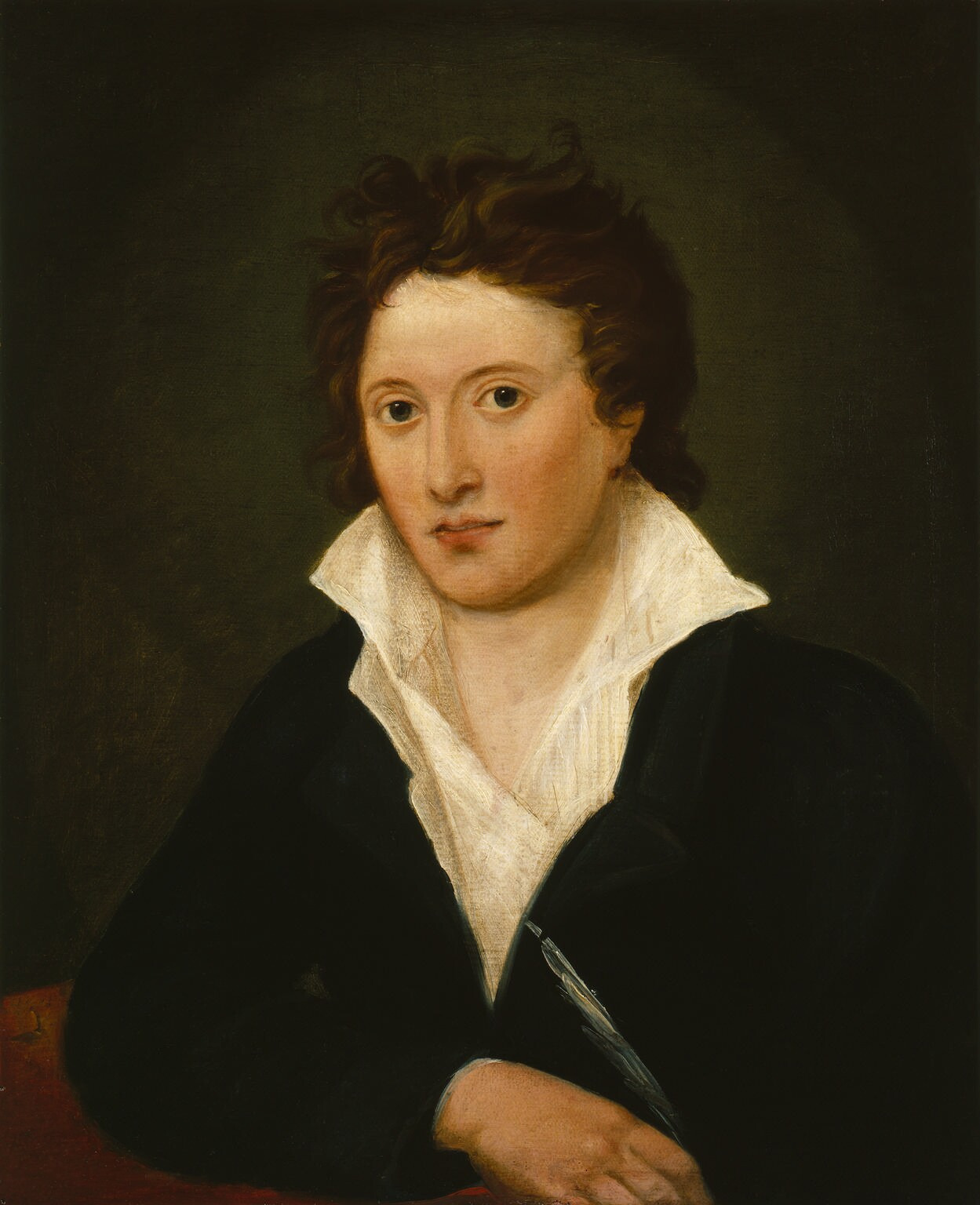
Percy Bysshe Shelley

La prima riga di questa prima strofa è scritta sulla partitura, in fondo alla prima pagina. Elgar disse: "Per avvicinarsi allo stato d'animo della sinfonia si può leggere l'intera poesia di Shelley, ma la musica non illustra l'intera poesia, né la poesia chiarisce del tutto la musica".
Gli studiosi ipotizzano sull'influenza di "Windflower" in questa sinfonia, "Windflower", il soprannome affettuoso, ispirato al fiore di ranuncolo preferito di Elgar, dato ad Alice Stuart Wortley dal compositore. Che Elgar e Alice fossero amici intimi è fuori discussione; i due rimasero in contatto regolare e frequente per diversi anni. In virtù delle lettere di Elgar (l'unico parte della loro corrispondenza sopravvissuta), alcuni suggeriscono che il compositore nutrisse sentimenti romantici per la talentuosa pianista e che inoltre era possibile che i suoi sentimenti fossero ricambiati. Non esistono prove concrete di tale relazione; Alice e Charles Stuart Wortley erano noti amanti della musica e diversi membri delle famiglie Elgar e Stuart Wortley intrattenevano stretti rapporti attraverso visite e lettere. Alice trascorse molto tempo con Elgar durante la sua visita a Tintagel ed Elgar chiaramente la ammirava; tuttavia non è noto se la considerasse come qualcosa di più di un'amica e confidente. Potrebbe essere stata una sorta di musa ispiratrice per il compositore, mentre era ispirato da Tintagel durante la composizione della sua seconda sinfonia.

## Accoglienza iniziale
Elgar, sebbene sempre incline a periodi di intenso dubbio, era arrivato ad aspettarsi reazioni positive alle sue nuove opere. La prima della Sinfonia n. 1 nel 1908 era stata accolta con entusiasmo da un pubblico esuberante e dalla stampa. Il nome di Elgar era stato legato ad artisti del calibro di Beethoven e Brahms e il lavoro fu eseguito 82 volte l'anno successivo. Pertanto Elgar rimase spiacevolmente sorpreso dalla accoglienza molto diversa data alla première della sua Sinfonia n. 2. Una sala piena per meno della sua capacità rispose alla nuova sinfonia, secondo il recensore del Times, "con molto favore, sebbene con un po' meno entusiasmo del solito".
Le ragioni di questo percepito declino di interesse potrebbero comprendere l'esecuzione de Il sogno di Geronte e il Concerto per violino all'inizio della stessa settimana, la presenza di due anteprime di altri compositori-direttori d'orchestra nel programma o l'alto prezzo dei biglietti. La disconnessione emotiva tra un pubblico entusiasta per l'incoronazione di un nuovo monarca e una sinfonia meditabonda, nella triste commemorazione del defunto re, potrebbe aver influenzato la reazione. Indipendentemente da ciò, la risposta tiepida spinse Elgar ad sfogarsi con Henry Wood immediatamente dopo essere uscito dal palco, "Henry, non gli piace, non gli piace", e si lamentò con W. H. Reed poco dopo, "si siedono lì come un molti maiali farciti". All'indomani della prima della sinfonia, Elgar era "scoraggiato" e in seguito entrò in "uno dei suoi periodi di disperazione".
Le recensioni di quella prima esecuzione furono, tuttavia, generalmente positive. Il critico del Daily Telegraph lodò la "padronanza più salda, non solo della forma sinfonica, ma della sostanza espressa nei suoi confini". Questo recensore afferma anche "qui ci sono altezze che fino a questo momento persino lo stesso Elgar non aveva toccato, ma siamo dubbiosi se il grande pubblico se ne renderà immediatamente conto." Il critico del Times acclamò l'opera come "decisamente meglio della sua prima", osservando che il secondo e il quarto movimento in particolare "toccano il massimo obiettivo del compositore".

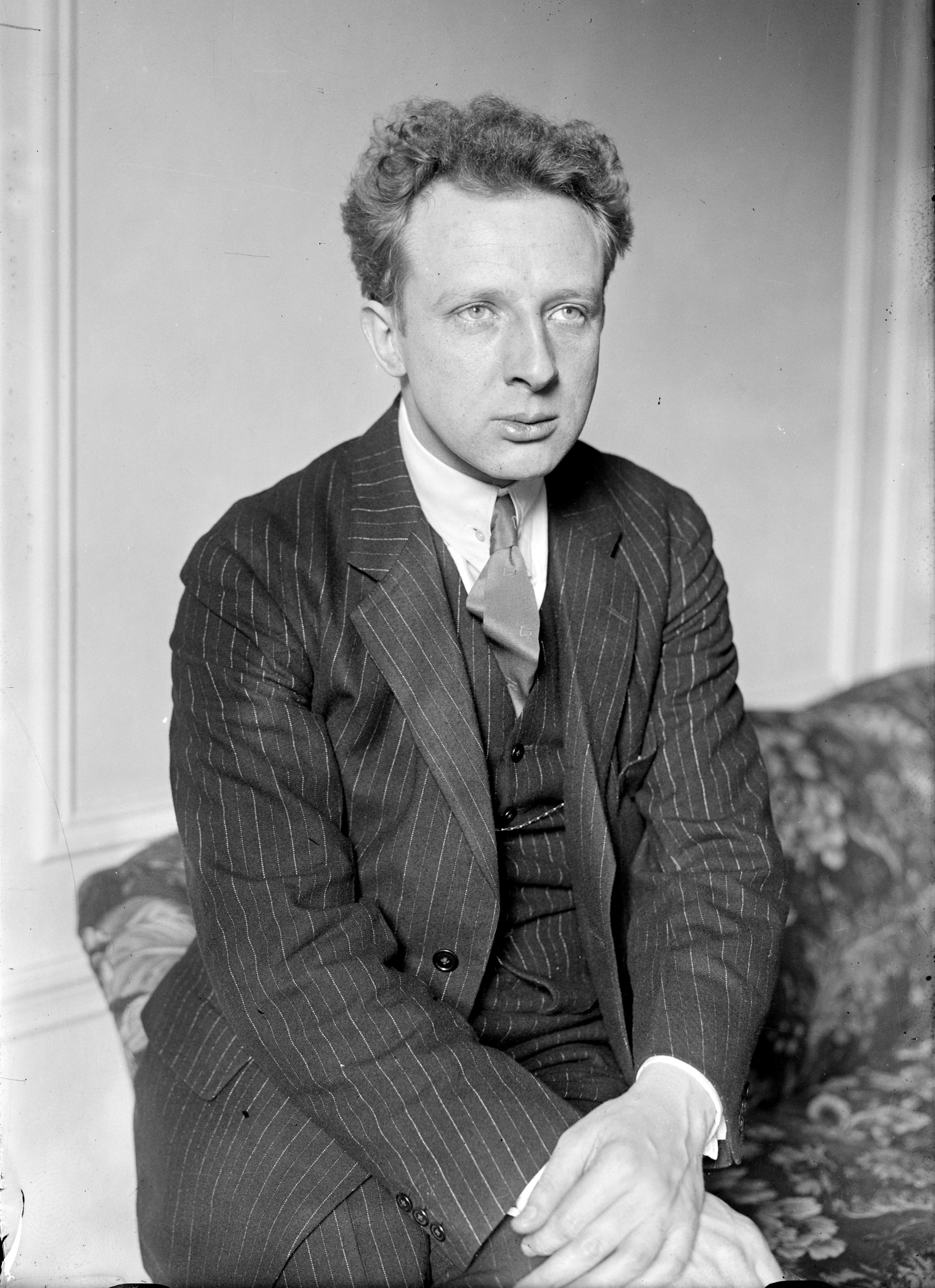
Leopold Stokowski

Le recensioni dell'anno successivo, tuttavia, furono decisamente contrastanti. Elgar diresse l'Hallé Orchestra in uno spettacolo del 23 novembre 1911 spingendo il critico del Manchester Guardian a dichiarare che "il fascino originale di Elgar e il suo potere di sorprenderci con la meraviglia sono diminuiti anziché aumentare man mano che la sua maestria e la sottigliezza di fantastiche variazioni sono aumentate... possiamo a malapena dire che l'opera contiene qualche melodia nel pieno senso della parola. Né possiamo dire con sicurezza che sconfigga abbastanza l'impressione di freddezza e durezza". La prima americana a Cincinnati del 24 e 25 novembre della Cincinnati Symphony Orchestra diretta da Leopold Stokowski non fu ben accolta e il corrispondente americano del Times scrisse questo di un'esecuzione di New York del 16 dicembre: "Non si può ascoltare nemmeno la supplica più eloquente per quasi un'ora senza fatica e questa è stata la prima impressione che questa musica ha fatto: di un'irrequieta, impietosa serietà... non solo non viene fatta alcuna concessione a ciò che è sensualmente piacevole, ma si presta poca attenzione al bisogno psicologico di contrasto, di liberazione. È come un devoto che esorta una congregazione che si presume sia anch'essa devota".
La sinfonia fu lenta nell'affermarsi, non eseguita una seconda volta dall'Orchestra Hallé, generalmente molto favorevole alla musica di Elgar, fino al 1926. La Royal Philharmonic Society eseguì il lavoro nel 1916 e non più fino a sette anni dopo. Sulla scia della prima guerra mondiale cominciò a prendere il suo posto nel repertorio. Un concerto nel marzo del 1924 ispirò il critico del Times a commentare il secondo movimento: "ci si chiede se sia stata scritta una musica funebre più nobile o più bella di questa, che si svolge come un vasto arazzo riccamente intrecciato di fili viola e cremisi". L'interpretazione da parte di Adrian Boult con la London Symphony Orchestra il 16 marzo 1920 fu accolta con "entusiasmo frenetico" e spinse Elgar a dichiarare: "Sento che la mia reputazione per il futuro è sicura nelle tue mani".

## Incisioni
La sinfonia fu registrata per la prima volta completa nel 1927 da His Master's Voice, parte del gruppo EMI, diretta dal compositore. Questa registrazione è stata successivamente ristampata su LP e quindi su CD. Non vi furono più registrazioni per diciotto anni, fino a quando Sir Adrian Boult e la BBC Symphony Orchestra registrarono la sinfonia nel 1944. Da allora ci sono state più di ventiquattro nuove incisioni. Tutte le registrazioni in studio sono state fatte nel Regno Unito, fino a quando Sakari Oramo non registrò la sinfonia con l'Orchestra Filarmonica Reale di Stoccolma per la BIS nel 2011. I direttori non britannici che hanno registrato il lavoro in studio, tra i quali figurano Sir Georg Solti, Giuseppe Sinopoli, Bernard Haitink, André Previn, Daniel Barenboim e Leonard Slatkin, lo hanno fatto tutti con una delle orchestre di Londra. Esesecuzioni live dalla Russia e dall'Australia sono state registrate su CD, dirette rispettivamente da Yevgeny Svetlanov e Vladimir Ashkenazy. Tra i direttori britannici, Boult ha registrato il lavoro cinque volte, Sir John Barbirolli e Sir Andrew Davis hanno realizzato entrambi due registrazioni, mentre la London Philharmonic è stata protagonista di sette registrazioni.
Il programma "Building a Library" ("Costruire una biblioteca") di BBC Radio 3 ha trasmesso recensioni comparative di tutte le registrazioni disponibili della sinfonia in tre occasioni dagli anni '80. La Penguin Guide to Recorded Classical Music, 2008, contiene tre pagine di recensioni di registrazioni dell'opera. Le incisioni che hanno ricevuto le migliori referenze sia dalla BBC che da The 'Penguin Guide sono la versione Decca del 1975 di Solti e la London Philharmonic, abbinata alla Prima Sinfonia e la registrazione EMI del 1981 di Vernon Handley con la stessa orchestra.